# Polyploviricotina
Polyploviricotina és un subfílum de virus del fílum Negarnaviricota. És un dels dos únics subfílums de virus, l'altre és Haploviricotina, que també es troba dins del fílum Negarnaviricota. El nom prové de πολύπλοκο (polyplo-, en grec antic "complex"), juntament amb el sufix emprat en els subfílums de virus -viricotina.

## Taxonomia
La taxonomia del subfílum Polyploviricotina fins al nivell d'ordre és el següent:
Fílum: Negarnaviricota
- Subfílum Haploviricotina
- Subfílum Polyploviricotina
  - Classe Ellioviricetes
    - Ordre Bunyavirales

  - Classe Insthoviricetes
    - Ordre Articulavirales